# Gus Morschauser
Gus Morschauser (* 26. März 1969 in Kitchener, Ontario, Kanada; † 9. April 2016 in Kanada) war ein kanadischer Eishockeytorwart mit österreichischen Wurzeln.

## Karriere
Gus Morschauser hütete von 1987 bis 1989 zwei Saisonen lang das Tor der Kitchener Rangers aus seiner Heimatstadt in der Ontario Hockey League (OHL). Die Rangers erreichten jeweils das Play-off-Viertelfinale und wurden in der Saison 1988/89 mit der Hamilton Spectator Trophy als punktstärkste Mannschaft der Grunddurchgänge ausgezeichnet, zudem wurde Morschauser zum OHL Goaltender of the Year gewählt. Für das Nationalteam bestritt er auch einen Einsatz bei der Eishockey-Weltmeisterschaft der Junioren 1989, wo die Kanadier den vierten Platz erreichten. Beim NHL Entry Draft 1989 wurde er von den Vancouver Canucks in der zehnten Runde an 197. Position gepickt.
1989/90 spielte er erneut in der OHL für die Rangers und auch für die Dukes of Hamilton sowie drei Spiele für die Milwaukee Admirals aus dem US-Bundesstaat Wisconsin. Mit den Admirals startete er auch in der Folgesaison in der International Hockey League (IHL) und kam für die Roanoke Valley Rebels aus Virginia und die Winston-Salem IceHawks aus North Carolina in der East Coast Hockey League (ECHL) zum Einsatz.
Für die Saison 1991/92 unterzeichnete er beim Kärntner Verein EC VSV aus der Österreichischen Liga und war Teil eines Kaderumbaus der Villacher, nachdem der VSV in den letzten drei Saisonen jeweils im Liga-Finale gescheitert war. Morschauser war steirischer Abstammung und hatte eine Großmutter in Graz.
Schon in seiner ersten Saison entwickelte sich Morschauser in Villach zu einem Kultspieler sowie Publikumsliebling und erhielt aufgrund seiner Reflexe den Spitznamen „Speedy“. Durch seinen Rückhalt blieben die Villacher in 21 von 24 Spielen ungeschlagen und gewannen die Hauptrunde mit 13 Punkten Vorsprung auf den EC Graz. Im Halbfinale konnte der Erzrivale EC KAC geschlagen werden, ehe im Finale ein Sieg gegen die Grazer folgte und Villach damit seinen zweiten Meistertitel nach 1981 feierte. In einem Derby gegen den KAC gelang ihm zudem der erste Torwarttreffer der Vereinsgeschichte, als er ein Empty Net Goal im leeren Klagenfurter Tor erzielte. Eine solche Leistung wurde erst über 20 Jahre später von Thomas Höneckl wiederholt. Zudem schaffte er in einem weiteren Derby ein Heim-Shutout, welches erst fast 18 Jahre später Jean-Philippe Lamoureux erneut gelang. 1992/93 verteidigte der VSV mit Morschauser im Tor den Meistertitel, konnte dabei erneut die Hauptrunde gewinnen und sich im Finale wieder gegen Graz durchsetzen.
1993/94 folgte der zweite Platz in der Hauptrunde und ein knappes Halbfinalaus gegen VEU Feldkirch. 1994/95 gewann Villach erneut die Hauptrunde und wurde nach Finalniederlage gegen Feldkirch Vizemeister. In den folgenden drei Saisonen verlor Villach jeweils im Halbfinale gegen den KAC. Nach der Saison 1997/98 wurde Morschauser aus dem Kader gestrichen und durch Mike O’Neill ersetzt. Mit sieben gespielten Saisonen war er der bis dahin am längsten verpflichtete Legionär im Team der Villacher.
Gus Morschauser spielte anschließend für keine andere Mannschaft mehr, sondern gründete zwei Baufirmen für Stadtentwicklung und Hausbauten mit fast 100 Mitarbeitern in Baden, Ontario.
Am 9. April 2016 starb er an den Folgen eines Herzinfarktes im Alter von 47 Jahren.

## Erfolge und Auszeichnungen
- 1989 OHL Goaltender of the Year
- 1992 Österreichischer Meister mit dem EC VSV
- 1993 Österreichischer Meister mit dem EC VSV
- 1995 Österreichischer Vizemeister mit dem EC VSV